# Демографска историја Бачке
Демографска историја Бачке.

## Историјска Бачка

### Попис из 1715 - Бачка и Бодрошка жупанија
Према попису из 1715. године, становништво Бачке су чинили:
- Срби, Буњевци и Шокци (97,6%)
- Мађари (1,9%)
- Немци (0,5%)

### Попис из 1720 - Бачка и Бодрошка жупанија
1720. године, у Бачкој је живело око 115.000 становника, од чега:
- 109.000 (94,16%) Јужних Словена (од чега 76.000 (72%) православних, односно Срба и 33.000 (22%) католичких, односно Буњеваца и Шокаца)
- 5.019 (5,08%) Мађара
- 750 (0,76%) Немаца

### Попис из 1820 - Бачко-Бодрошка жупанија
1820. године, Бачка жупанија је имала 387.914 становника, од чега:
- 170.942 (44%) Срби (укључујући Буњевце и Шокце)
- 121.688 (31,5%) Мађари
- 91.016 (24,5%) Немци

- Етничка мапа Бачке (1715)
- Етничка мапа Бачке (1720)
- Етничка мапа Бачке 1867. године
- Етничка мапа Бачке 1868. године
- Етничка мапа Бачке 1876. године
- Етничка мапа Бачке 1880. године
- Етничка мапа Бачке 1892. године

### Попис из 1910 - Бачко-бодрошка жупанија
1910. године, Бачко-бодрошка жупанија је имала 812.385 становника, који су говорили следеће језике:
- мађарски = 363.518 (44,75%)
- немачки = 190.697 (23,47%)
- српски = 145.063 (17,86%)
- словачки = 30.137
- русински = 10.760
- хрватски = 1.279
- румунски = 386
- остали језици = 70.545 (највећим делом буњевачки и шокачки)

- Етничка мапа Бачке 1911. године
- Етничка мапа Бачке 1914. године
- Етничка мапа Бачке 1917. године
- Етничка мапа Бачке 1918. године

## Југословенски део Бачке

### Попис из 1921 - југословенски део Бачке
Мировним уговором из 1920. године, Бачка је подељена између југословенске државе и Мађарске, па се на наредним пописима исказује само број становника југословенског дела Бачке.
1921. године, југословенски део Бачке имао је 735.117 становника, који су говорили следеће језике:
- 260.998 (35,50%) мађарски
- 246.598 (33,55%) српски и хрватски
- 173.796 (23,64%) немачки
- 30.993 (4,22%) словачки
- 10.999 (1,50%) русински
- 4.850 (0,66%) словеначки

### Попис из 1931 - југословенски део Бачке
1931. године, југословенски део Бачке имао је 784.896 становника, који су говорили следеће језике:
- 284.865 (36,29%) српски и хрватски
- 268.711 (34,24%) мађарски
- 169.858 (21,64%) немачки
- 34.234 (4,36%) словачки
- 11.414 (1,45%) русински

### Попис из 1941 - југословенски део Бачке
Према мађарском попису с краја 1941. године, спроведеног за време окупације, југословенски део Бачке имао је 789.705 становника, који су говорили следеће језике:
- 358.531 (45,4%) мађарски
- 162.070 (20,52%) немачки
- 151.269 (19,15%) српски
- 62.303 (7,89%) хрватски
- 32.578 (4,12%) словачки
- 13.829 (1,76%) русински

### Попис из 1948 - југословенски део Бачке
1948. године, југословенски део Бачке имао је 807.122 становника, подењених у следеће етничке групе:
- 307.343 (38,07%) Мађари
- 303.664 (37,62%) Срби
- 88.491 (10,96%) Хрвати
- 36.041 (4,44%) Словаци
- 17.269 (2,18%) Русини
- 10.638 (1,32%) Немци

### Попис из 1953 - југословенски део Бачке
1953. године, југословенски део Бачке имао је 831.945 становника, подењених у следеће етничке групе:
- 317.247 (38,12%) Срби
- 311.146 (37,38%) Мађари
- 80.957 (9,73%) Хрвати
- 36.424 (4,38%) Словаци
- 18.162 (2,18%) Русини

### Попис из 1961 - југословенски део Бачке
1961. године, југословенски део Бачке имао је 920.600 становника, подењених у следеће етничке групе:
- 386.385 (41,08%) Срби
- 320.566 (34,83%) Мађари
- 101.509 (11,03%) Хрвати
- 37.665 (4,09%) Словаци

### Попис из 1971 - југословенски део Бачке
1971. године, југословенски део Бачке имао је 960.001 становника, подењених у следеће етничке групе:
- 413.895 (43,11%) Срби
- 311.379 (32,44%) Мађари
- 92.207 (9,60%) Хрвати
- 36.508 (3,80%) Словаци
- 31.120 (3,24%) Црногорци
- 27.651 (2,88%) Југословени
- 16.580 (1,73%) Русини

### Попис из 1981 - југословенски део Бачке
1981. године, југословенски део Бачке имао је 1.012.112 становника, подењених у следеће етничке групе:
- 434.178 (40,9%) Срби
- 287.565 (30,36%) Мађари
- 91.757 (9,86%) Југословени
- 71.793 (7,09%) Хрвати
- 34.997 (3,02%) Словаци
- 16.020 (1,68%) Русини

### Попис из 1991 - југословенски део Бачке
1991. године, југословенски део Бачке имао је 1.007.179 становника, подењених у следеће етничке групе:
- 463,029 (46.15%) Срби
- 258,724 (26.63%) Мађари
- 98,052 (10.22%) Југословени
- 65,663 (6.74%) Хрвати
- 32,092 (3.3%) Словаци
- 14,895 (1.11%) Русини

### Попис из 2002 - југословенски део Бачке
Према попису из 2002. године, југословенски део Бачке (у географским границама) имао је 1.022.524 становника, подењених у следеће етничке групе:
- Срби = 559.700 (54,74%)
- Мађари = 221.882 (21,70%)
- Хрвати = 38.889 (3,80%)
- Црногорци = 31.394 (3,07%)
- Југословени = 30.880 (3,02%)
- Словаци = 28.058 (2,74%)
- Буњевци = 19.612 (1,92%)
- Русини = 13.220 (1,29%)
- Роми = 9.955 (0,97%)
- остали (Шокци, Македонци, Муслимани, Словенци, Украјинци, Немци, Румуни, Албанци, итд)

Напомена: становништво Бачке приказано је у географским границама Бачке које укључују Севернобачки округ, Западнобачки округ, већи део Јужнобачког округа (изузев општина Беочин, Сремски Карловци и Петроварадин, као и насеља Нештин и Визић), као и општине Ада, Сента и Кањижа (које административно припадају Севернобанатском округу).